# Бенвенуто Челини
 Тази статия е за италианския скулптор.  За сорта ябълки вижте Челини (сорт ябълка).  
Бенвенуто Челини (на италиански: Benvenuto Cellini) е известен италиански бижутер, скулптор, живописец, музикант и воин от епохата на Ренесанса.
Челини е роден на 3 ноември 1500 г. във Флоренция. Баща му Джовани Челини е музикант и майстор, изработващ музикални инструменти. Майка му е Мария Лизбета Граначи. Те са женени 18 години, преди да се роди тяхното първо дете. Бенвенуто е 2-рото дете в семейството.
Челини е неколкократно осъждан за хомосексуални актове, по онова време забранени.
Скулпторът умира на 13 февруари 1571 г. в родната си Флоренция. Погребан е с големи почести в базиликата „Сантисима Анунциата“.